# Kranewinkel
Kranewinkel ist ein wüst gefallener Ort bei Brilon zwischen dem Eschenberg und dem östlichen Hang des Hängeberges.
Der Ort ist wie viele andere Orte im späten Mittelalter dem großen Wüstungsprozess zum Opfer gefallen. Es hat sich dabei wohl um einen schleichenden, langsamen Vorgang gehandelt. Dieser setzte um 1300 ein. Über die Gründe für das Verlassen des Ortes gibt es unterschiedliche Theorien. Angedacht wurde etwa die Anziehungskraft der Stadt Brilon.
Johann Suibert Seibertz schreibt dazu: Kranewinkel sandte all ihre Bewohner in die neue Stadt (Brilon), welche dadurch bald volkreich, stark und vermögend wurde. (Diese Aussage bezieht sich auch auf die Wüstungen Weweringhausen, Hengesbeck und Borghardsberg.)